# The Janitor
The Janitor es un cortometraje animado de 1993 dirigido por la chilena Vanessa Schwartz y escrito por Geoffrey Lewis con Chris Many. Recibió una nominación para la 67.ª versión de los Premios Óscar en la categoría de mejor cortometraje animado, y transformó a su directora en la decimosegunda estudiante en alcanzar una nominación en la historia de los premios Óscar.

## Premios
| Año  | Premio                                  | Categoría                  | Resultado |
| ---- | --------------------------------------- | -------------------------- | --------- |
| 1994 | Premios Óscar                           | Mejor cortometraje animado | Nominado  |
| 1994 | Ottawa International Animation Festival | Mejor cortometraje animado | Ganador   |